# Liste der Kulturdenkmale in Genthin
In der Liste der Kulturdenkmale in Genthin sind alle Kulturdenkmale der Stadt Genthin (Landkreis Jerichower Land) und ihrer Ortsteile aufgelistet. Grundlage ist das Denkmalverzeichnis des Landes Sachsen-Anhalt, das auf Basis des Denkmalschutzgesetzes des Landes Sachsen-Anhalt vom 21. Oktober 1991 durch das Landesamt für Denkmalpflege und Archäologie Sachsen-Anhalt erstellt und seither laufend ergänzt wurde (Stand: 31. Dezember 2024).

## Kulturdenkmale nach Ortsteilen

### Genthin
| Lage                                                    | Bezeichnung                          | Beschreibung | Erfassungs- nummer | Ausweisungsart | Bild                        |
| ------------------------------------------------------- | ------------------------------------ | --- | ------------------ | -------------- | --------------------------- |
| Altenplathower Straße 74 (Karte)                        | Dorfkirche Altenplathow              | Kirche | 094 76368          | Baudenkmal     | Weitere Bilder              |
| Altenplathower Straße 74 (Karte)                        | Kriegerdenkmal Altenplathow          | Kriegerdenkmal für die Gefallenen des Ersten Weltkrieges | 094 86862          | Baudenkmal     | Kriegerdenkmal Altenplathow |
| Altenplathower Straße 74 (Karte)                        | Pfarrhaus von Altenplathow           | Pfarrhaus | 094 86861          | Baudenkmal     | Pfarrhaus von Altenplathow  |
| Bahnhofstraße 7, 7a (Karte)                             | Kanzlei Foerste                      | Wohnhaus 2020 als Denkmal eingetragen | 107 60021          | Baudenkmal     | Kanzlei Foerste             |
| Bahnhofstraße 17 (Karte)                                | Bahnhof Genthin                      | Bahnhof zwischen 1843 und 1846 errichtetes Bahnhofsgebäude | 094 86914          | Baudenkmal     | Weitere Bilder              |
| Bebelstraße südlich vom Bahnhof (Karte)                 | Wasserturm am Bahnhof Genthin        | Wasserturm im Stil der Neoromanik im 19. Jahrhundert für die Wasserversorgung des Bahnhofs errichteter Wasserturm                                                                             | 094 86890          | Baudenkmal     | Weitere Bilder              |
| Bergzower Straße (Karte)                                | Wasserturm Genthin                   | | 094 18314          | Baudenkmal     | Weitere Bilder              |
| Berliner Chaussee (Karte)                               | Ehrenmal                             | | 107 05010          | Baudenkmal     | Weitere Bilder              |
| Berliner Chaussee 2 (Karte)                             | Schule                               | | 094 76530          | Baudenkmal     | Schule                      |
| Berliner Chaussee 4 (Karte)                             | Villa                                | | 094 86898          | Baudenkmal     | Villa                       |
| Brandenburger Straße 28 (Karte)                         | Bankgebäude                          | Villa Helle | 094 75044          | Baudenkmal     | Bankgebäude                 |
| Brandenburger Straße 48 (Karte)                         | Wohnhaus                             | | 094 86891          | Baudenkmal     | Wohnhaus                    |
| Brandenburger Straße 97, Kurze Straße 1 (Karte)         | Kreissparkasse                       | Bankgebäude, am 6. Juni 2016 als Denkmal ausgewiesen | 107 60007          | Baudenkmal     | Kreissparkasse              |
| Dattelner Straße 19 (Karte)                             | Synagoge                             | | 094 76242          | Baudenkmal     | Synagoge                    |
| Dürerstraße 6 (Karte)                                   | Schule                               | Albrecht-Dürer-Schule | 094 86913          | Baudenkmal     | Weitere Bilder              |
| Dürerstraße 12, 14, 16, Friedensstraße 2, 4, 6 (Karte)  | Häusergruppe                         | | 094 76563          | Denkmalbereich | Häusergruppe                |
| Fabrikstraße 8 (Karte)                                  | Pieschelscher Mühlturm               | Ehemalige Zichorienfabrik. | 094 86909          | Baudenkmal     | Weitere Bilder              |
| Fabrikstraße 6, 7, 8, Jerichower Straße 5 (Karte)       | Pieschelscher Park                   | Gutspark Altenplathow „Volkspark“, 1839 von Lenné geplant | 094 86910          | Baudenkmal     | Weitere Bilder              |
| Friedensstraße 2 (Karte)                                | Wohn- und Geschäftshaus              | Wohnhaus mit Ladengeschäft in Eckbebauung | 094 76562          | Baudenkmal     | Weitere Bilder              |
| Friedhofstraße (Karte)                                  | Jüdischer Friedhof                   | Jüdischer Friedhof mit Gedenkstein | 094 75986          | Baudenkmal     | Weitere Bilder              |
| Friedhofstraße (Karte)                                  | Friedhof                             | | 094 86849          | Baudenkmal     | Weitere Bilder              |
| Friedhofstraße, auf dem Friedhof (Karte)                | Gedenkstein                          | Gedenkstein mit Skulptur des Kriegerdenkmals von 1931, im Jahr 1972 vom alten Friedhof an der Karower Straße gegenüber dem Krankenhaus auf den neuen Friedhof an der Friedhofstraße versetzt. | 094 76046          | Kleindenkmal   | Weitere Bilder              |
| Ziegeleistraße 56 (Karte)                               | Badehaus des Waschmittelwerk Genthin | Badehaus, 2019 als Denkmal ausgewiesen. | 107 60019          | Baudenkmal     | Weitere Bilder              |
| Geschwister-Scholl-Straße 7 am Elbe-Havel-Kanal (Karte) | Fabrik                               | Ehemalige Hanfspinnerei. | 094 18317          | Baudenkmal     | Fabrik                      |
| Große Schulstraße 1 (Karte)                             | Sankt-Trinitatis-Kirche              | | 094 76344          | Baudenkmal     | Weitere Bilder              |
| Große Schulstraße 5 (Karte)                             | Schule                               | Bismarck-Gymnasium Haus I | 094 86899          | Baudenkmal     | Schule                      |
| Große Schulstraße 33 (Karte)                            | Schule                               | | 094 86900          | Baudenkmal     | Schule                      |
| Hasenholztrift im Ortsteil Altenplatow (Karte)          | Gedenkstätte                         | Gedenkstätte für Kriegsgefangene und KZ-Häftlinge aus dem KZ Ravensbrück, den Siva-Metallwerken und den Henkel-Persil-Werken, darunter 79 sowjetische Zwangsarbeiter.                         | 094 86863          | Baudenkmal     | Weitere Bilder              |
| Karower Straße 1-3 (Karte)                              | Johanniter-Krankenhaus               | Krankenhaus, seit dem 17. Juli 2018 als Denkmal eingetragen | 107 65013          | Baudenkmal     | Weitere Bilder              |
| Lindenstraße 4 (Karte)                                  | Wohnhaus                             | | 094 86888          | Baudenkmal     | Wohnhaus                    |
| Lindenstraße 6 (Karte)                                  | Wohnhaus                             | | 094 86889          | Baudenkmal     | Wohnhaus                    |
| Lindenstraße 2, 4, 6, 8, 10, 12, 14 (Karte)             | Straßenzeile                         | | 094 76564          | Denkmalbereich | Straßenzeile                |
| Magdeburger Straße 13 (Karte)                           | Villa                                | | 094 86896          | Baudenkmal     | Villa                       |
| Magdeburger Straße 42 (Karte)                           | Villa                                | | 094 86912          | Baudenkmal     | Villa                       |
| Marktplatz 3 (Karte)                                    | Rathaus                              | | 094 76333          | Baudenkmal     | Weitere Bilder              |
| Marktplatz 4 (Karte)                                    | Rathaus                              | | 094 76334          | Baudenkmal     | Weitere Bilder              |
| Marktplatz 7 (Karte)                                    | Wohn- und Geschäftshaus              | | 094 86887          | Baudenkmal     | Wohn- und Geschäftshaus     |
| Mühlenstraße 29 (Karte)                                 | Kirche                               | | 094 76151          | Baudenkmal     | Weitere Bilder              |
| Mühlenstraße 44 (Karte)                                 | Villa                                | | 094 86892          | Baudenkmal     | Villa                       |
| Mützelstraße 22 (Karte)                                 | Kreismuseum                          | Museum 2020 als Denkmal eingetragen | 107 60020          | Baudenkmal     | Weitere Bilder              |
| Poststraße 5 (Karte)                                    | Postamt                              | Postamt | 094 75664          | Baudenkmal     | Postamt                     |
| Poststraße 7 (Karte)                                    | Wohnhaus                             | | 094 76462          | Baudenkmal     | Wohnhaus                    |
| Poststraße 8 (Karte)                                    | Taubenturm                           | Aus Ziegelsteinen gemauerter Taubenturm im Hof des Hauses. | 094 86897          | Baudenkmal     | Weitere Bilder              |
| Rathenower Heerstraße 1, 3, 5 (Karte)                   | Häusergruppe                         | | 094 86908          | Baudenkmal     | Häusergruppe                |
| Straße der Opfer des Faschismus 7 (Karte)               | Wohnhaus                             | | 094 86893          | Baudenkmal     | Wohnhaus                    |
| Straße der Opfer des Faschismus 16 (Karte)              | Wohnhaus                             | | 094 86894          | Baudenkmal     | Wohnhaus                    |
| Straße der Opfer des Faschismus 18 (Karte)              | Wohnhaus                             | Wohnhaus | 094 86895          | Baudenkmal     | Wohnhaus                    |
| Straße der Opfer des Faschismus 53, 55 (Karte)          | Forsthof                             | Forsthof Ehemalige Burg mit Ringwall auf der Fläche der heutigen Försterei | 094 86907          | Baudenkmal     | Forsthof                    |
| Ziegeleistraße 56 (Karte)                               | Kulturhaus                           | Stadtkulturhaus, 1957 als „Haus der Werktätigen“ durch das Waschmittelwerk erbaut. 2024 als Denkmal ausgewiesen                                                                               | 094 18934          | Baudenkmal     | BW                          |

### Genthin-Wald
| Lage                      | Bezeichnung               | Beschreibung                                                                                    | Erfassungs- nummer | Ausweisungsart | Bild                      |
| ------------------------- | ------------------------- | ----------------------------------------------------------------------------------------------- | ------------------ | -------------- | ------------------------- |
| Jerichower Straße (Karte) | Gedenkstätte Genthin-Wald | Gedenkstätte Gedenkstätte für Tote des Außenlagers Genthin des Konzentrationslagers Ravensbrück | 094 86911          | Baudenkmal     | Gedenkstätte Genthin-Wald |

### Dretzel
| Lage                                                                       | Bezeichnung         | Beschreibung | Erfassungs- nummer | Ausweisungsart | Bild                |
| -------------------------------------------------------------------------- | ------------------- | ------------ | ------------------ | -------------- | ------------------- |
| Straße der Freundschaft (Karte)                                            | Brennerei           | Brennerei    | 094 75659          | Baudenkmal     | Weitere Bilder      |
| Straße der Freundschaft (Karte)                                            | Sankt-Sophia-Kirche |              | 094 75638          | Baudenkmal     | Sankt-Sophia-Kirche |
| Straße der Freundschaft südöstlich der Kirche an der Kirchhofmauer (Karte) | Kriegerdenkmal      |              | 094 86879          | Baudenkmal     | Weitere Bilder      |
| Straße der Freundschaft (Karte)                                            | Schloss Dretzel     |              | 094 75633          | Baudenkmal     | Schloss Dretzel     |

### Fienerode
| Lage                  | Bezeichnung | Beschreibung            | Erfassungs- nummer | Ausweisungsart | Bild           |
| --------------------- | ----------- | ----------------------- | ------------------ | -------------- | -------------- |
| Fiener Straße (Karte) | Glockenturm | Glocke aus Apolda, 1826 | 094 86878          | Baudenkmal     | Weitere Bilder |

### Gladau
| Lage                           | Bezeichnung    | Beschreibung | Erfassungs- nummer | Ausweisungsart | Bild           |
| ------------------------------ | -------------- | ------------ | ------------------ | -------------- | -------------- |
| Friedenstraße (Karte)          | Kirche         |              | 094 86880          | Baudenkmal     | Kirche         |
| Friedenstraße Kirchhof (Karte) | Kriegerdenkmal |              | 094 86881          | Baudenkmal     | Weitere Bilder |
| Friedenstraße 10 (Karte)       | Pfarrhaus      |              | 094 86882          | Baudenkmal     | Weitere Bilder |

### Mützel
| Lage                                                                                                 | Bezeichnung    | Beschreibung                                             | Erfassungs- nummer | Ausweisungsart | Bild           |
| --- | -------------- | -------------------------------------------------------- | ------------------ | -------------- | -------------- |
| östlich des Dorfes am sog. Mühlengraben, nördlich seines heutigen Abzweiges vom Königsgraben (Karte) | Schleuse       | Sandforthschleuse, auch: Torf-Kahn-Schleuse, erbaut 1745 | 094 76534          | Baudenkmal     | Weitere Bilder |
| An der Mühle 2 (Karte)                                                                               | Kageler Mühle  | Bockwindmühle, 1815 hierher umgesetzt                    | 094 76535          | Baudenkmal     | Weitere Bilder |
| Käthe-Kollwitz-Platz (Karte)                                                                         | Kirche         |                                                          | 094 76159          | Baudenkmal     | Kirche         |
| Käthe-Kollwitz-Platz (Karte)                                                                         | Kriegerdenkmal |                                                          | 094 76537          | Baudenkmal     | Weitere Bilder |
| Käthe-Kollwitz-Platz 6 (Karte)                                                                       | Schule         |                                                          | 094 76536          | Baudenkmal     | Schule         |

### Paplitz
| Lage                                  | Bezeichnung        | Beschreibung | Erfassungs- nummer | Ausweisungsart | Bild               |
| ------------------------------------- | ------------------ | ------------ | ------------------ | -------------- | ------------------ |
| Am Kreuzdamm (Karte)                  | Kirche             |              | 094 76161          | Baudenkmal     | Weitere Bilder     |
| Am Kreuzdamm auf dem Kirchhof (Karte) | Kriegerdenkmal     |              | 094 86871          | Baudenkmal     | Kriegerdenkmal     |
| Am Kreuzdamm 3 (Karte)                | Wirtschaftsgebäude |              | 094 86870          | Baudenkmal     | Wirtschaftsgebäude |

### Parchen
| Lage                                     | Bezeichnung       | Beschreibung | Erfassungs- nummer | Ausweisungsart               | Bild           |
| ---------------------------------------- | ----------------- | --- | ------------------ | ---------------------------- | -------------- |
| Parchener Forst (Karte)                  | Burg              | Obertägig sichtbare Struktur eines Bodendenkmals: Burgruine 'Alte Burg' mit Vorwällen. Nicht zu verwechseln mit dem Rittergut im Ort. | 107 65004          | Baudenkmal                   | Weitere Bilder |
| Bundesstraße 1, Burger Straße 21 (Karte) | Mühle             | | 094 86851          | Baudenkmal                   | Weitere Bilder |
| Bundesstraße 1, Genthiner Straße (Karte) | Kriegerdenkmal    | | 094 86850          | Baudenkmal                   | Weitere Bilder |
| Kirchstraße (Karte)                      | Kirche            | | 094 76567          | Baudenkmal                   | Weitere Bilder |
| Kirchstraße 1 (Karte)                    | Pfarrhaus         | | 094 76568          | Baudenkmal                   | Pfarrhaus      |
| Parkstraße 1, 2, 3, 4, 5 (Karte)         | Rittergut Parchen | Rittergut | 094 76566          | Baudenkmal                   | Weitere Bilder |
| Parkstraße (Karte)                       | Park              | Park des Guts am Schloss | 094 76566 001      | Teilobjekt eines Baudenkmals | Park           |

### Ringelsdorf
| Lage                                      | Bezeichnung | Beschreibung | Erfassungs- nummer | Ausweisungsart | Bild           |
| ----------------------------------------- | ----------- | ------------ | ------------------ | -------------- | -------------- |
| Dorfstraße (Karte)                        | Gutshof     |              | 094 75979          | Baudenkmal     | Weitere Bilder |
| Dorfstraße am nördlichen Ortsrand (Karte) | Kirche      |              | 094 86866          | Baudenkmal     | Weitere Bilder |

### Roßdorf
| Lage                             | Bezeichnung  | Beschreibung               | Erfassungs- nummer | Ausweisungsart | Bild           |
| -------------------------------- | ------------ | -------------------------- | ------------------ | -------------- | -------------- |
| Bundesstraße 1 Ecke L 34 (Karte) | Distanzstein | anhaltinischer Meilenstein | 094 05587          | Kleindenkmal   | Weitere Bilder |

### Schopsdorf
| Lage                  | Bezeichnung               | Beschreibung                                                 | Erfassungs- nummer | Ausweisungsart | Bild                      |
| --------------------- | ------------------------- | ------------------------------------------------------------ | ------------------ | -------------- | ------------------------- |
| Dorfstraße (Karte)    | Kriegerdenkmal Schopsdorf | Kriegerdenkmal zum Gedenken an die Gefallenen der Weltkriege | 094 71274          | Baudenkmal     | Kriegerdenkmal Schopsdorf |
| Dorfstraße 30 (Karte) | Wohnhaus                  | Wohnhaus                                                     | 094 71273          | Baudenkmal     | Wohnhaus                  |

### Tucheim
| Lage                          | Bezeichnung        | Beschreibung                                                                                               | Erfassungs- nummer | Ausweisungsart | Bild               |
| ----------------------------- | ------------------ | --- | ------------------ | -------------- | ------------------ |
| Kurze Straße (Karte)          | Gutshaus           | | 094 75051          | Baudenkmal     | Gutshaus           |
| Winkelstraße (Karte)          | Kirche             | | 094 86872          | Baudenkmal     | Weitere Bilder     |
| Ziesarstraße (Karte)          | Kriegerdenkmal     | Denkmal für die Gefallenen des Ersten und Zweiten Weltkrieges.                                             | 094 86867          | Baudenkmal     | Weitere Bilder     |
| Ziesarstraße Kirchhof (Karte) | Kriegerdenkmal     | Denkmal für die Gefallenen der Befreiungskriege in Form eines Obelisken. Errichtet zur 100-Jahrfeier 1913. | 094 86868          | Baudenkmal     | Weitere Bilder     |
| Ziesarstraße 122 (Karte)      | Wirtschaftsgebäude | | 094 86869          | Baudenkmal     | Wirtschaftsgebäude |

## Ehemalige Kulturdenkmale nach Ortsteilen
Die nachfolgenden Objekte waren ursprünglich ebenfalls denkmalgeschützt oder wurden in der Literatur als Kulturdenkmale geführt. Die Denkmale bestehen heute jedoch nicht mehr, ihre Unterschutzstellung wurde aufgehoben oder sie werden nicht mehr als Denkmale betrachtet.

### Genthin
| Lage                    | Bezeichnung              | Beschreibung | Erfassungs- nummer | Ausweisungsart | Bild                     |
| ----------------------- | ------------------------ | --- | ------------------ | -------------- | ------------------------ |
| Hagenstraße 1 (Karte)   | Villa                    | Villa | 094 75665          | Baudenkmal     | Villa                    |
| Kanalstraße (Karte)     | Brücke                   | Hagenbrücke, von 1875 bis 2008 Ersetzt durch eine Rahmen - Stahlbetonbrücke, 2024 aus dem Denkmalverzeichnis gestrichen. | 094 76565          | Baudenkmal     | Weitere Bilder           |
| Mützelstraße 18 (Karte) | Wohnhaus Mützelstraße 18 | Wohnhaus, 2017 als Einzeldenkmal ausgewiesen, 2024 wieder aus dem Denkmalverzeichnis gestrichen.                         | 107 60012          | Baudenkmal     | Wohnhaus Mützelstraße 18 |

## Legende
In den Spalten befinden sich folgende Informationen:
- Lage: Nennt den Straßennamen und wenn vorhanden die Hausnummer des Kulturdenkmals. Die Grundsortierung der Liste erfolgt nach dieser Adresse. Der Link „Karte“ führt zu verschiedenen Kartendarstellungen und nennt die geographischen Koordinaten.
Link zu einem Kartenansichtstool, um Koordinaten zu setzen. In der Kartenansicht sind Baudenkmale ohne Koordinaten mit einem roten bzw. orangen Marker dargestellt und können in der Karte gesetzt werden. Baudenkmale ohne Bild sind mit einem blauen bzw. roten Marker gekennzeichnet, Baudenkmale mit Bild mit einem grünen bzw. orangen Marker.
- Offizielle Bezeichnung: Nennt den Namen, die Bezeichnung oder zumindest die Art des Kulturdenkmals und verlinkt, soweit vorhanden, auf den Artikel zum Objekt.
- Beschreibung: Nennt bauliche und geschichtliche Einzelheiten des Kulturdenkmals, vorzugsweise die Denkmaleigenschaften.
- Erfassungsnummer: Für jedes Kulturdenkmal wird in Sachsen-Anhalt eine 20stellige Erfassungsnummer vergeben. Die letzten zwölf Ziffern werden für die Untergliederung nach Teilobjekten genutzt und werden nur angegeben, soweit vergeben. In dieser Spalte kann sich folgendes Icon  befinden, dies führt zu Angaben zu diesem Baudenkmal bei Wikidata.
- Ausweisungsart: Die Einordnung des Denkmales nach § 2 Abs. 2 DenkmSchG LSA
- Bild: Ein Bild des Denkmales, und gegebenenfalls einen Link zu weiteren Fotos des Kulturdenkmals im Medienarchiv Wikimedia Commons. Wenn man auf das Kamerasymbol klickt, können Fotos zu Kulturdenkmalen aus dieser Liste hochgeladen werden: